# Новоминская
Новоминска́я — станица в Каневском районе Краснодарского края России. Административный центр Новоминского сельского поселения.

## География
Расположена в степной зоне, на реке Албаши (бассейн Азовского моря), в 25 км к северу от станицы Каневской. Железнодорожная станция Албаши на линии Тимашёвская (80 км) — Староминская (24 км).

## История
Станица основана в 1821 году переселенцами из Полтавской и Черниговской (главным образом, из Мены, что и отразилось в названии станицы) губерний Российской империи, которые были зачислены в Черноморское казачье войско.
Согласно энциклопедическому словарю Брокгауза и Ефрона в начале XX века станица относилась к Ейскому отделу Кубанской области. В ней проживало 6580 жителей в 936 дворах, имелись церковь, 2 школы, 39 мельниц, 14 торгово-промышленных заведений, кирпичный завод.
Во время Гражданской войны в станице проживала семья великой княгини Ольги Александровны (1882—1960) и полковника Николая Александровича Куликовского (1881—1958), здесь родился их младший сын Гурий.
В конце 1919 — начале 1920 годов новоминчане в числе остального кубанского казачества массово покинули ряды Добровольческой армии Деникина с целью войти в состав Кубанской армии, организовывавшейся Кубанской Радой. В составе отрядов Кубанской армии продолжили борьбу с большевиками.
В 1934—1953 годах Новоминская была центром Новоминского района.

### Голод 1932—1933 в станице Новоминской
В 1932—1933 годах население станицы Новоминской, вместе с населением десятков других станиц Кубани пережило массовый голод. Точное количество жертв голода в станице Новоминской на данный момент неизвестно, однако оно может исчисляться в несколько тысяч человек.
Сценарий организации голода в станице Новоминской был такой же самый, как и во всех остальных станицах Кубани. У населения изымались абсолютно все запасы продуктов питания, станица была окружена войсками, вход в станицу и выход из неё был запрещён. Попасть в станицу или выйти из неё можно было только нелегально. Вся почтовая корреспонденция перехватывалась.

### Вторжение России на Украину
В ходе российского вторжения на Украину в начале февраля 2025 года нефтебаза «Албашнефть», расположенная в станице, загорелась после атаки беспилотников. Возник пожар.

## Население
| 1939 | 1959  | 1979    | 2002    | 2010    | 2021    |
| ---- | ----- | ------- | ------- | ------- | ------- |
| 8941 | ↗9933 | ↗11 406 | ↗11 895 | ↗11 971 | ↘11 595 |

Национальный состав
Основную часть населения составляют русские — потомки кубанских казаков, а также представители греческого, армянского, адыгейского народов.

## Экономика
Предприятия сельского хозяйства, Албашский элеватор, Албашский консервный завод (входит в консервный холдинг «Дядя Ваня»).
Предприятия электронных коммуникаций:
- Кубтел — беспроводной интернет-провайдер
- Гуднэт — беспроводной интернет-провайдер
- Фирма Связь — проводной интернет-провайдер

## Спорт
В станице есть футбольная команда «Кировец» — чемпион Советского Союза 1988 года среди сельских команд.

## Люди, связанные со станицей
- Артюхов, Виталий Григорьевич (род. 1944) — российский государственный деятель.
- Иван Гавриш — бандурист, педагог, биолог. Активный деятель казачьего возрождения на Кубани.[18]
- Алексей Гусько — гвардии сержант, Герой Советского Союза.
- Владислав Захаревич (1946—2013) — российский учёный, деятель науки и высшего образования.
- Гурий Куликовский (1919—1984) — младший сын великой княгини Ольги Александровны и Николая Александровича Куликовского, внук императора Александра III.
- Семён Пидгайный (1907—1965) — украинский коллаборационист, историк, писатель[19].
- Пётр Рекало — Герой Социалистического Труда[20].
- Савва (Остапенко) (1898—1980) — схиигумен, насельник Псково-Печерского монастыря, духовный писатель. Почитается в православной среде как старец.
- Тимофей Ящик (род. 1878) — личный телохранитель камер-казак при Николае II и Марии Фёдоровне[21].
- Якименко, Иван Тихонович — советский военный, государственный и политический деятель, генерал-лейтенант. Лауреат Государственной премии СССР.